# جف بری
جف بری (انگلیسی: Jeff Barry؛ زادهٔ ۳ آوریل ۱۹۳۸) یک خواننده اهل ایالات متحده آمریکا است.